# Zrće
Zreće je dolga peščena plaža na hrvaškem otoku Pag, na severnem delu hrvaške obale jadranskega morja. Plaža se nahaja se v bližini Novalje in Gajca, približno 2 kilometra od središča mesta. To je ena od več kot 100 plaž z modro zastavo na Hrvaškem, ki je prejela nagrado leta 2003. 
Plaža je hrvaška poletna destinacija za zabavljače, saj v poletnih mesecih deluje več celodnevnih diskotek in barov na plaži. Na vrhu hrvaške poletne sezone od maja do konca avgusta plaža redno gosti družbe in podjetja ter predvaja house, EDM, hardstyle, r"n"b, hip-hop in trance glasbo. Plaža Zrće ima tri klube: Aquarius, Kalypso in Papaya, klub Noa pa se nahaja v bližini plaže Katarelac. Dejavnosti vključujo igre bungee jumping, vodno smučanje, čolne za zabave in napihljive katapulte.

## Galerija
- Zrće plaža
- Del plaže
- Bližnji lokali na plaži
- Plaža Zrće ob 6 uri zvečer
- Festival na plaži
- Vodni kub